# بريكلين سي في - 1
بريكلين سي في - 1، هي سيارة رياضية ذات مقعدين تم تصنيعها بين عام 1974 وأواخر عام 1975. تميزت السيارة بأبوابها الفريدة من نوع "أجنحة النورس" وهيكلها المركب من راتينج الأكريليك الملون المرتبط بالألياف الزجاجية. تم تجميع السيارة في سانت جون، مقاطعة نيو برونزويك في كندا.
تم تسويق SV-1 على أنها سيارة تركز بشكل خاص على السلامة، حيث أبرزت الشركة ميزات مثل هيكلها المتدحرج المتين والمصدات الممتصة للطاقة. ويُشير اسم السيارة إلى عبارة "مركبة السلامة" (Safety Vehicle).
تم تصنيع SV-1 على يد رجل الأعمال الأمريكي مالكولم بريكلين [الإنجليزية].
واجهت السيارة عدة تحديات أدت في النهاية إلى توقف إنتاجها، من بينها مشاكل مستمرة في مراقبة الجودة، والمحسوبية، ونقص الموردين، بالإضافة إلى غياب العمالة وسلسلة من زيادات الأسعار المتتالية التي أدت إلى تضاعف سعر السيارة خلال عامين فقط.
انتهى إنتاج SV-1 بعد تصنيع أقل قليلاً من 3000 سيارة. وبحلول عام 2012، كان يُقدر أن حوالي 1700 سيارة بريكلين ما تزال قائمة.

## تاريخ الشركة
يقع مصنع تجميع سيارات بريكلين في مجمع جراند فيو الصناعي بمدينة سانت جون، نيو برونزويك، تحديدًا في 150 شارع إندستريال درايف. بالإضافة إلى ذلك، كانت هناك منشأة منفصلة مخصصة لإنتاج هياكل السيارات في مينتو، نيو برونزويك.
بدعم من رئيس وزراء نيو برونزويك آنذاك، ريتشارد هاتفيلد، قدمت حكومة المقاطعة تمويلًا بقيمة 4.5 مليون دولار لشركة بريكلين. كانت نية الحكومة أن تُستخدم هذه الأموال لتغطية النفقات المتعلقة ببدء إنتاج السيارات، إلا أن جزءًا كبيرًا منها استُثمر في عمليات الهندسة والتطوير.

## تاريخ النموذج
النماذج الأولية والتصميم
رغب مالكولم بريكلين في إنشاء سيارة رياضية صغيرة ذات تصميم مميز وأبواب جناح النورس، وبسعر معقول. كان من المقرر أن تعتمد السيارة في تشغيلها على محرك رباعي الأسطوانات من إنتاج أوبل. كُلّف بروس مايرز في البداية بتصميم نموذج إثبات المفهوم، إلا أن المسؤولية انتقلت لاحقًا إلى مارشال هوبارت. قام ديك دين ببناء السيارة التي اكتملت بحلول ديسمبر عام 1972، والتي عُرفت باسم "جراي جوست".
عندما انتهى العمل على السيارة، كانت مزودة بمحرك سداسي الأسطوانات من نوع كرايسلر سلانت 6 بدلًا من المحرك الرباعي الأصلي. كما تميزت السيارة بتعليق خلفي مأخوذ من داتسون 510، ونظام فرامل يتكون من قطع مأخوذة من أوبل وداتسون وتويوتا، إلى جانب عجلة قيادة مائلة مستعارة من شيفروليه.
في عام 1972، شرعت شركة بريكلين للسيارات بالتعاون مع شركة هيرب جراس ديزاين وهندسة AVC في إعادة تصميم السيارة وإعادة هندستها بالكامل. وأسفرت هذه المرحلة عن بناء ثلاثة نماذج أولية بمساعدة شركة AVC، حيث انضم المهندس توم مونرو، من فريق AVC، لاحقًا إلى شركة بريكلين كرئيس فريق الهندسة.
تولى هيرب جراس، خريج كلية مركز الفنون للتصميم والذي عمل سابقًا مع شركتي كرايسلر وفورد، مهمة تصميم نموذج الإنتاج النهائي لسيارة SV-1. يُذكر أن جراس شارك أيضًا في العمل مع جورج باريس لتحويل سيارة العرض "لينكولن فوتورا" لعام 1955 إلى سيارة باتموبيل الشهيرة.

## التصنيع
ساهم مركز E.M. في تصميم هيكل سيارة بريكلين SV-1 البلاستيكي من خلال تقديم الاستشارات الفنية وبناء بعض النماذج التجريبية للأجزاء. وقد تولت شركة رؤية صانع الأدوات مهمة إنتاج الأنماط الأساسية للقوالب باستخدام معدات CNC الحديثة. وكان من المخطط أن توفر شركة E.M.C مكبس ألواح كبيرًا إلى جانب مجموعة كاملة من قوالب الألمنيوم المصبوب المبردة بالماء، لتصنيع 22 جزءًا من الهيكل الخارجي للسيارة. إلا أن بريكلين اشترت في النهاية المكبس فقط، وقررت استخدام قوالب مصنوعة من الإيبوكسي لتشكيل الهيكل.

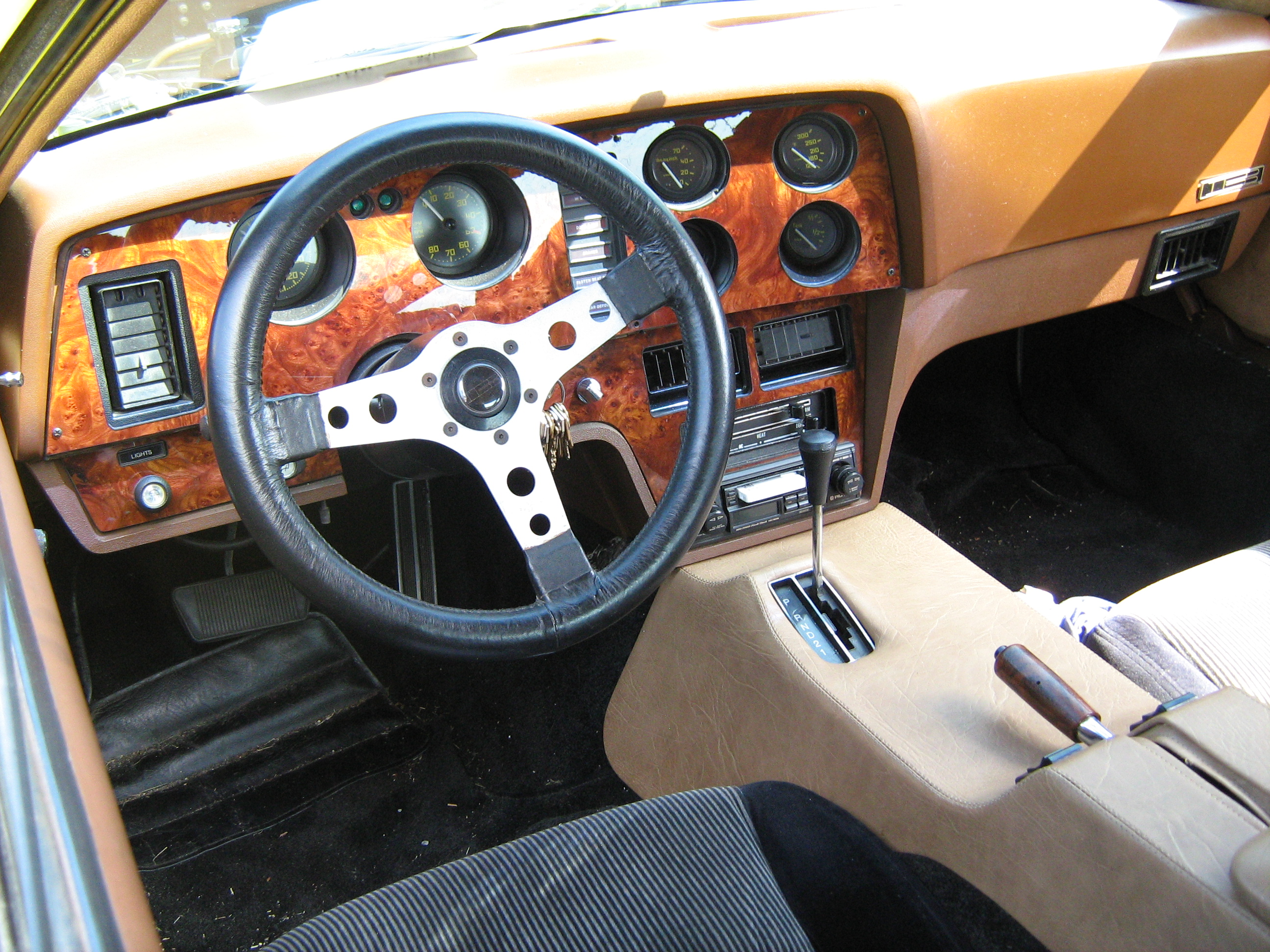

واجهت الشركة تحديات مستمرة مع تقنية تصنيع الألواح المركبة من الأكريليك والألياف الزجاجية. فقد تبين أن الراتنج الأكريلي المستخدم في البداية يتدهور عند درجات حرارة منخفضة تصل إلى 150 درجة فهرنهايت (65.6 درجة مئوية). بينما أتاح الراتنج البديل مقاومة حرارية أعلى، إلا أنه كان أقل سماكة، مما استدعى إضافة طبقة إضافية من الألياف الزجاجية، وبالتالي زيادة الوزن الكلي، ما دفع بريكلين إلى العودة لاستخدام الراتنج الأصلي.
كما أُكتشف أن الأشعة فوق البنفسجية قادرة على اختراق طبقة الأكريليك، ما أدى إلى تدهور راتنجات البوليستر التي كانت تُستخدم لربط الأكريليك بالألياف الزجاجية. لمعالجة هذه المشكلات، استعانت الشركة بخبير البوليمرات أرشي هاميليك من جامعة ماكماستر في مدينة هاميلتون الكندية.
تمثلت إحدى العقبات الكبرى في ضعف الالتصاق بين طبقتي الأكريليك والألياف الزجاجية، مما أدى، حسب مصادر داخلية، إلى تلف نحو 60% من الألواح في الأشهر الأولى من الإنتاج، إضافة إلى 10% أخرى تعرضت لأضرار أثناء شحنها من مصنع مينتو إلى سانت جون. وكان اختبار المتانة الوحيد المعتمد آنذاك هو اختبار بدائي اقترحه ألبرت بريكلين (والد مالكولم بريكلين)، يتمثل في ضرب كل لوح بمطرقة وزنها سبعة أرطال؛ فإذا لم يتشقق، يُعتبر صالحًا للاستخدام. وعلى الرغم من التوصل لاحقًا إلى تقنية ربط أكثر كفاءة، استمرت خسائر الإنتاج عام 1975، حيث تراوحت نسبة الأجزاء المعيبة بين 15% و25%.